# Граф Робертсона
Граф Робертсона или (4,5)-клетка — это 4-регулярный неориентированный граф с 19 вершинами и 38 рёбрами, названный именем Нейла Робертсона.
Граф Робертсона является уникальной (4,5)-клеткой и его открыл Робертсон в 1964 году. Как клетка, граф является наименьшим 4-регулярным графом с обхватом 5.
Граф имеет хроматическое число 3, хроматический индекс 5, диаметр 3, радиус 3, он вершинно 4-связен и рёберно 4-связен. Его книжная толщина равна 3 и число очередей равно 2.
Граф Робертсона гамильтонов и он имеет 5376 различных гамильтоновых циклов.

## Алгебраические свойства
Граф Робертсона не вершинно-транзитивен и его полная группа автоморфизмов изоморфна диэдральной группе порядка 24, группе симметрий правильного двенадцатиугольника, включая как вращения, так и отражения.
Характеристический многочлен графа Робертсона равен
{\displaystyle (x-4)(x-1)^{2}(x^{2}-3)^{2}(x^{2}+x-5)}
{\displaystyle (x^{2}+x-4)^{2}(x^{2}+x-3)^{2}(x^{2}+x-1).\ }

## Галерея

Граф Робертсона как он был изображён в оригинальной публикации.
Хроматическое число графа Робертсона равно 3.
Хроматический индекс графа Робертсона равен 5.